# Australopithecus afarensis
Australopithecus afarensis é uma espécie de hominídeo extinto proposta em 1978 por Tim D. White e Donald Johanson, com base no "joelho de Johanson" encontrado por aquele antropólogo em Hadar, na Etiópia, em 1974. Os vestígios fósseis foram datados em 3,4 milhões de anos. O nome provém da região onde foi encontrado: a Depressão de Afar.
Até ao presente, foram já encontrados fragmentos desta espécie pertencentes a mais de 300 indivíduos, datados entre 4 e 2,7 milhões de anos, todos na região norte do Grande Vale do Rift, incluindo um esqueleto quase completo de uma fêmea adulta, que foi denominada Lucy.
Uma das características marcantes de Lucy é o tamanho de seu cérebro: 450 cm cúbicos. Um pouco maior que o cérebro de um chimpanzé moderno. O nome do fóssil encontrado é uma homenagem à música "Lucy in the Sky with Diamonds", da banda britânica Beatles, que, segundo relatos, estaria tocando no momento das escavações e nas comemorações após a descoberta.
A descoberta do fóssil Lucy foi de grande importância na época. Até então, era o fóssil mais antigo e completo já encontrado, com aproximadamente 40% do seu esqueleto preservado. Era a evidência de que o andar bípede evoluiu antes do aumento do cérebro e que a evolução humana foi um processo gradual.
A 31 de março de 1994 o jornal científico Nature reportou o achado do primeiro crânio completo de um Australopithecus afarensis.
Surgiu entre há 3,8 milhões e 3,5 milhões de anos, na África austral, sendo um possível ancestral do homem.

## Distribuição
Os fósseis da espécie foram encontrados no leste da África (na Tanzânia, Quênia e Etiópia) e foram desenterrados desde o sul do lago Vitória, em Laetoli, até o norte da Etiópia, em Woranso-Mille.

## Morfologia

### Crânio
A morfologia anatômica do A. afarensis pode ser considerada um mosaico de características similares a de símios e de hominínios mais modernos. Os membros dessa espécie apresentavam proporções faciais semelhantes às dos símios. Seu rosto é comprido, possuindo um arco superciliar delicado, nariz plano e é marcado por um forte prognatismo (mandíbula projetada para fora).
A capacidade craniana do A. afarensis varia de 380 a 530 centímetros cúbicos, cerca de 1/3 do tamanho do cérebro de um humano moderno, indicando que a espécie possuía um cérebro de tamanho similar a de um chimpanzé.
A. afarensis apresentavam diversas características dentárias distintas. Alguns detalhes da dentição (como o próprio arranjo dos dentes) lembram os observados em símios.
Em alguns exemplares fósseis da espécie, pode-se observar que a arcada dentária de A. Afarensis é diferente da encontrada em símios modernos, uma vez que não é tão paralela, porém também não possui um contorno tão arredondado em comparação com a arcada dentária parabólica encontrada em humanos modernos. Em comparação a outras espécies de hominíneos mais basais, os dentes incisivos de A. Afarensis são reduzidos em largura, e os caninos reduzidos em tamanho. É também observada a perda total do complexo de afiação entre o canino e o pré-molar (esse mecanismo é uma característica presente em chimpanzés e em outros símios, onde os grandes caninos superiores são afiados contra os terceiros pré-molares inferiores). Sua ausência, juntamente com a presença de bipedalismo, é considerada uma característica das espécies na linhagem hominínea.

### Pós-crânio
As características do esqueleto pós-cranial permitem tirar várias conclusões sobre esses indivíduos, por exemplo, a descoberta de um fêmur mostrou que as pernas do A. afarensis passavam próximas a linha central do corpo, assim como em humanos. O sacro mais robusto também indica uma presença maior do caminhar bípede, alterações pedais também em ossos do pé como o talo desenvolvido para se apoiar perpendicularmente ao chão. Esses e outros caracteres informam uma proximidade grande desta espécie com o caminhar bípede.

### Tamanho
Espécimes de A. afarensis aparentemente apresentavam uma ampla variação de tamanho. Enquanto os menores adultos de A. afarensis pesavam cerca de 25 quilogramas, os maiores pesavam cerca de 64 quilogramas. Essa é uma faixa ampla, o que indica um dimorfismo sexual acentuado, com os machos sendo bem maiores do que as fêmeas. Os machos tinham uma altura média de aproximadamente 151 cm, enquanto as fêmeas apresentavam uma altura média de cerca de 105 cm.
Uma das grandes evidências do dimorfismo sexual em A. afarensis foi a descoberta do fóssil AL 333, denominado "The first family" ("A primeira família"). Datado em 3,2 milhões de anos, representa 13 indivíduos da espécie, incluindo quatro indivíduos juvenis, e apresentam entre eles uma significativa diferença na morfologia entre os sexos.

## Dieta
Diversas evidências indicam que o A. afarensis possuía uma dieta ligeiramente distinta em comparação com os hominídeos anteriores.
A análise dos isótopos de carbono no esmalte dentário revela que o A. afarensis é atualmente a espécie mais antiga de hominídeo a apresentar evidências de uma dieta mais diversificada, incluindo alimentos da savana, como juncos ou gramíneas, além de uma dieta mais tradicional baseada em frutas e folhas de árvores e arbustos.
Algumas das mudanças anatômicas em comparação com a espécie anterior, o A. anamensis, sugerem que houve uma mudança na dieta ao longo do tempo, em direção a alimentos mais duros ou resistentes, já que o A. afarensis possui adaptações para uma mastigação intensa.

## Locomoção
Além dos caracteres morfológicos relacionados ao pós-crânio, outras evidências fósseis também indicam uma provável locomoção bípede entre os A. afarensis. Em 1978 foram encontradas pegadas no sítio arqueológico Laetoli, na Tanzânia, com datação de aproximadamente 3,7 milhões de anos. Essas pegadas formam uma trilha de 27 metros de comprimento e são muito semelhantes com a biomecânica da marcha bípede de humanos modernos, indicando que foram feitas por hominíneos. Até hoje as pegadas de Laetoli são atribuídas aos A. afarensis, pois apenas essa espécie já foi encontrada nessa região com datações parecidas.
No entanto, A. afarensis não são considerados bípedes obrigatórios, pois algumas evidências fósseis demonstram adaptações para escalar e pendurar em árvores, nos ombros, braços, pulsos e mãos.

## Filmografia
É retratada no filme Lucy onde há um encontro com a personagem principal de nome homônimo.